# TUI fly Nordic
TUI fly Nordic – szwedzka czarterowa linia lotnicza z siedzibą w Sztokholmie. 